# Dion von Syrakus
Dion von Syrakus (altgriechisch Δίων Díōn; * 409 v. Chr.; † 354 v. Chr. in Syrakus) war ein griechischer Politiker auf Sizilien und Freund des Philosophen Platon.
Als Vertrauter, Schwager und Schwiegersohn des Tyrannen Dionysios I. gehörte Dion zu den maßgeblichen Persönlichkeiten seiner Heimatstadt Syrakus, die damals einen großen Teil Siziliens beherrschte. Unter Dionysios II., dem Sohn und Nachfolger des Tyrannen, versuchte er seinen Einfluss zu wahren und mit Platons Hilfe zu festigen, wurde aber vom Herrscher in die Verbannung geschickt. Es gelang ihm, mit einer in Griechenland angeworbenen Söldnerstreitmacht Dionysios II. zu stürzen und die Staatsführung zu übernehmen. In den folgenden Machtkämpfen verlor er aber an Rückhalt in der Bevölkerung, wurde selbst tyrannischer Bestrebungen verdächtigt und büßte auch die Unterstützung der Oberschicht ein. Er geriet in zunehmende Isolation und wurde schließlich ermordet. Damit scheiterte sein Versuch, eine neue Verfassung einzuführen. Inwieweit er sich von Prinzipien der platonischen Staatstheorie leiten ließ, ist umstritten. Die Nachwelt hat ihn meist als Musterbeispiel eines an der Realpolitik tragisch gescheiterten Idealisten betrachtet. Manche Historiker beurteilen jedoch seine Motive ungünstig; sie sehen in ihm einen machtgierigen Opportunisten.

## Leben

### Herkunft und Kindheit
Dion wurde 409 v. Chr. geboren. Sein Vater Hipparinos war einer der vornehmsten und angesehensten Bürger von Syrakus. Schon vor der Machtübernahme des Tyrannen Dionysios I. war er dessen Gefährte und Vertrauter. Dions ältere Schwester Aristomache heiratete Dionysios. Die Ehe wurde im Jahr 398 geschlossen, als der Tyrann bereits an der Macht war. Aus ihr gingen vier Kinder hervor: zwei Töchter, Arete und Sophrosyne, und zwei Söhne, Hipparinos und Nysaios. Arete wurde zunächst mit Thearides, einem Bruder oder Halbbruder des Tyrannen, verheiratet; nach dessen Tod wurde sie um 375 die Frau Dions, der mütterlicherseits ihr Onkel war. Somit war Dion mit Dionysios I. doppelt verschwägert: Durch die Ehe des Tyrannen mit seiner Schwester Aristomache war er dessen Schwager und zugleich durch seine eigene Ehe mit seiner Nichte Arete, der Tochter des Tyrannen, dessen Schwiegersohn.
Dionysios I. schloss 398 eine – damals bei den Griechen unübliche – Doppelehe: Er heiratete zugleich Dions Schwester Aristomache und Doris, die aus einer vornehmen Familie von Lokroi in Kalabrien stammte. Doris wurde die Mutter seines ältesten Sohnes und künftigen Nachfolgers Dionysios II. Aus dieser Konstellation ergab sich die Perspektive einer Rivalität zwischen den Söhnen der beiden Ehefrauen. Dionysios II. war der älteste und damit zum Nachfolger prädestiniert, doch konnten sich auch seine beiden jüngeren Halbbrüder Hipparinos und Nysaios Hoffnung auf eine Beteiligung an der Herrschaft machen. Dabei konnten sie sich auf die Unterstützung Dions verlassen, denn er war ihr Onkel. Mit Dionysios II. hingegen war Dion nicht blutsverwandt. Allerdings stand er auch zu ihm in einer familiären Beziehung, denn die Frau Dionysios’ II. war Sophrosyne, die Schwester von Dions Gemahlin Arete. Sophrosyne war als Tochter Dionysios’ I. eine Halbschwester ihres Ehemanns und als Tochter Aristomaches Dions Nichte.
Dions Vater Hipparinos starb, als seine Kinder noch unmündig waren. Daher übernahm Dionysios I. die Vormundschaft für die Kinder, und Dion wuchs in der Umgebung des Tyrannen auf. Damals brachte Dionysios in wechselhaften Kämpfen gegen die Karthager, die traditionellen Feinde von Syrakus, einen Großteil Siziliens unter seine Herrschaft.

### Rolle am Tyrannenhof
Als Platon um 388 v. Chr. nach Syrakus kam, lernte er den noch jungen Dion kennen. Die beiden schlossen eine lebenslange Freundschaft. Eine Legende, wonach Dion den Tyrannen bewogen hatte, Platon nach Syrakus einzuladen, ist nicht glaubwürdig. Es war jedoch vermutlich Dion, der dem Philosophen eine Audienz beim Tyrannen verschaffte. Dieses Gespräch verlief offenbar unerfreulich. Bald darauf reiste Platon ab.
Platon schrieb in seinem heute meist als echt betrachteten „siebten Brief“, Dion sei zu einem überzeugten Anhänger der platonischen Philosophie geworden. Er habe die Tyrannenherrschaft grundsätzlich scharf missbilligt. Daher sei er innerlich in Opposition zu seinem Schwager Dionysios I. getreten und bei den Höflingen verhasst gewesen. Allerdings geht aus den Quellen hervor, dass Dions Verhältnis zu Dionysios ausgezeichnet war. Er genoss das volle Vertrauen des Tyrannen, der ihn nicht nur zu seinem Schwiegersohn machte, sondern ihm auch wichtige Gesandtschaften übertrug, darunter eine nach Karthago. Dionysios gab sogar seinem Schatzmeister die Anweisung, Dion jeden gewünschten Betrag auszuzahlen, allerdings auch ihm – dem Tyrannen – umgehend über jede solche Zahlung zu berichten. Damals erwarb Dion ein außerordentliches Vermögen, welches so groß war, dass er später aus privaten Mitteln ein Söldnerheer anwerben und finanzieren konnte.
Als der Tyrann im Jahre 367 tödlich erkrankte, drohte eine instabile Lage einzutreten, denn sein ältester, rund dreißig Jahre alter Sohn Dionysios II. war nicht auf die Herrscherrolle vorbereitet worden. Vergeblich versuchte Dion, den todkranken Tyrannen zu einer Nachfolgeregelung zu bewegen, mit der seine beiden jungen Neffen an der Macht beteiligt worden wären, was ihm selbst eine sehr starke Stellung verschafft hätte. Nach dem Tod Dionysios’ I. verlief die Machtübernahme des neuen Herrschers anscheinend problemlos.
Am Hof Dionysios’ II. gelang es Dion zunächst, seine einflussreiche Stellung zu bewahren. Dabei kam ihm zugute, dass sich sein politischer Gegenspieler Philistos in der Ferne aufhielt. Philistos war ein wichtiger Vertrauensmann Dionysios’ I. gewesen, hatte dann aber das Missfallen des Tyrannen erregt und war seither Sizilien ferngeblieben. Dion bewog den jungen Tyrannen, Platon als Berater an den Hof einzuladen; davon konnte er sich eine Stärkung seines Einflusses erhoffen. Er stellte Platon die Gelegenheit in Aussicht, die politischen Verhältnisse im Sinne der platonischen Staatsphilosophie umzugestalten. So kam es zur zweiten Sizilienreise Platons im Jahr 366. Dionysios II. war jedoch misstrauisch; um ein Gegengewicht zu Dions Umfeld zu schaffen, berief er noch vor Platons Ankunft Philistos an den Hof. Philistos war ein treuer Anhänger der Tyrannenfamilie und der tyrannischen Staatsform. Als Platon eintraf, bestand am Hof bereits eine starke Spannung zwischen den beiden feindlichen Gruppierungen.
Anscheinend beabsichtigte Dion schon damals, Dionysios entweder mit Platons Hilfe unter seinen Einfluss zu bringen oder ihn zu stürzen. Da sich Dionysios zumindest oberflächlich für Philosophie interessierte und von Platons Persönlichkeit stark beeindruckt war, schien die erste Möglichkeit greifbar nahe zu sein. Dem widersetzten sich jedoch die um Philistos gruppierten Kräfte, denen die Ausschaltung drohte. Sie versuchten Dionysios davon zu überzeugen, dass Dion ihn nur mit der Philosophie von der Politik ablenken wolle, um schließlich doch noch seinen Neffen die Macht zu verschaffen oder sie selbst zu ergreifen. Bald bot sich den Gegnern Dions die Gelegenheit, einen entscheidenden Schlag zu führen. Syrakus befand sich damals noch in einem von Dionysios I. begonnenen Krieg gegen die Karthager, die den Westen Siziliens kontrollierten. Es bestand ein Waffenstillstand, über dessen Umwandlung in einen Frieden zu verhandeln war. Dion schrieb einen Brief an Bevollmächtigte der Karthager, worin er sich ihnen als Berater und Vermittler für die bevorstehenden Verhandlungen mit Dionysios empfahl. Dieser Brief wurde abgefangen und gelangte in die Hände des Tyrannen, der ihn Philistos vorlas. Dionysios fasste Dions eigenmächtiges Vorgehen als Landesverrat auf und schickte ihn in die Verbannung.
Im Spätsommer 366 ging Dion ins Exil nach Griechenland. Aus Rücksicht auf seine zahlreichen, teils prominenten Angehörigen, Freunde und Anhänger, zu denen die Gattin des Tyrannen und Platon gehörten, gab Dionysios zu verstehen, dass der Bruch nicht unheilbar sei. Dions Abwesenheit wurde als vorübergehend dargestellt und sein Vermögen nicht angetastet. Im folgenden Jahr reiste Platon ab, nachdem ihm Dionysios eine Begnadigung Dions in Aussicht gestellt hatte.

### Exil in Griechenland
In Griechenland wurde Dion ein freundlicher Empfang bereitet. Er verfügte über reichliche Mittel, da ihm die Einkünfte aus seinem Vermögen aus Syrakus zuflossen. Sein Reichtum ermöglichte ihm ein glänzendes Auftreten. In Korinth, wo er längere Zeit lebte, stieß er auf Sympathie; in Sparta wurde ihm das Bürgerrecht verliehen, obwohl die Spartaner mit dem Tyrannen von Syrakus im Kampf gegen Theben verbündet waren; in Athen trat er in Platons Akademie ein. Sein Gastgeber in Athen war Kallippos, der später sein Mörder wurde. Die beiden ließen sich gemeinsam in die kleinen und großen Mysterien von Eleusis einweihen.
Zunächst hoffte Dion auf die Erlaubnis zur Rückkehr in die Heimat. 361 reiste Platon auf Drängen von Dionysios, der ihm erneut die Rehabilitierung Dions zusagte, zum dritten Mal nach Sizilien. Dionysios wollte Platon für sich gewinnen, Platons Absicht war es hingegen, seinem Freund Dion zu helfen. In der Begleitung Platons befanden sich einige seiner Schüler, darunter Speusippos und Xenokrates. Speusippos, der später Platons Nachfolger als Scholarch (Leiter der Akademie) wurde, war ein radikaler Anhänger Dions. Während seines Aufenthalts in Syrakus zog er in der Stadt Erkundigungen über die Stimmung der Bürger ein, um die Chancen für einen gewaltsamen Sturz des Tyrannen zu prüfen, was Dionysios aller Wahrscheinlichkeit nach nicht verborgen blieb. Das dadurch entstandene Misstrauen brachte Platon in Schwierigkeiten. Von einer Begnadigung Dions war nun keine Rede mehr, vielmehr konfiszierte Dionysios die in Syrakus verbliebenen Besitztümer des Verbannten. Außerdem befahl der Tyrann seiner Halbschwester Arete, Dions Gattin, die mit ihrem Sohn Hipparinos in Syrakus geblieben war, ihre Ehe aufzulösen und einen seiner Günstlinge zu heiraten, einen hohen Offizier namens Timokrates. Ob dieser Befehl ausgeführt wurde, ist unklar, doch war unter diesen Umständen an eine Versöhnung Dions mit dem Herrscher nicht mehr zu denken. Platon, der nichts erreicht hatte, reiste im folgenden Jahr ab.

### Rückkehr und militärischer Sieg

Süditalien zur Zeit Dions

Auf seiner Heimreise traf Platon Dion in Olympia und setzte ihn von dem Scheitern seiner Bemühungen in Kenntnis. In diesem Stadium des Konflikts kam für Dion, der anscheinend schon zuvor gegen Dionysios agitiert hatte, nur noch eine militärische Lösung in Betracht. Er begann Söldner anzuwerben und fand für seine Pläne in der Akademie starken Rückhalt. Platon, der durch die Regeln der zwischen ihm und Dionysios bestehenden Gastfreundschaft gebunden war, hielt sich heraus, duldete aber die Beteiligung seiner Schüler an der Unternehmung. Syrakus war zwar die größte Militärmacht der damaligen griechischen Welt, aber Speusippos berichtete Dion, dass angesichts der allgemeinen Verhasstheit des Tyrannen eine kleine Truppe für den Umsturz ausreiche, da eine tyrannenfeindliche Streitmacht in Sizilien mit offenen Armen aufgenommen werde. Anscheinend war Dions Söldneranwerbung besonders in Korinth erfolgreich; ein großer Teil seiner Streitmacht bestand aus Peloponnesiern, darunter vermutlich vor allem Korinther.
Vom Sammelplatz auf der Insel Zakynthos aus wagte Dion im Jahre 357 mit rund 800 Mann auf fünf Schiffen die Überfahrt. Unter den Teilnehmern waren nur zwei bis drei Dutzend Griechen aus Sizilien. Die kleine Flotte erreichte nach 12 Tagen Pachynos, die Südostspitze Siziliens, und wurde auf der weiteren Fahrt durch einen Sturm nach Süden abgetrieben. Es gelang ihr aber schließlich die Landung an der Südwestküste Siziliens bei Herakleia Minoa, einer Stadt, die sich unter der Kontrolle der Karthager befand. Trotz der traditionellen Feindschaft zwischen Karthago und Syrakus hatte Dion offenbar ein dauerhaftes Vertrauensverhältnis zu den Karthagern; vermutlich war die Landung in ihrem Machtbereich geplant. Der karthagische Befehlshaber Synalos nahm die Truppe gut auf, verpflegte sie und gewährte ihr logistische Unterstützung. Dionysios war mit seiner Flotte nach Süditalien gefahren, da er den Angriff von dort erwartete. Die Abwesenheit des feindlichen Oberkommandierenden nutzte Dion zu einem raschen Vormarsch. Eine Reihe von Städten entzogen sich nun der Herrschaft des Dionysios und schlossen sich dem Aufstand an, so dass sich das Heer auf einige tausend Mann vergrößerte. Diese neuen Verbündeten der Invasoren hatten andere Interessen als Dion: Ihm ging es um die Eroberung seiner Heimatstadt, ihnen um die Erlangung der Autonomie.
In Syrakus hatte der abwesende Tyrann, dessen Herrschaft auf seinen Söldnern beruhte, kaum noch Anhänger. Die Stadtbevölkerung erhob sich gegen ihn. Der für Dionysios in Syrakus kommandierende Timokrates floh. Die Syrakuser bereiteten Dion einen begeisterten Empfang. Gemeinsam mit den Verbündeten aus den anderen Städten wählten sie ihn und seinen Bruder Megakles zu Heerführern mit unbeschränkter Vollmacht (strategoí autokrátores). Nur in der Stadtfestung, die sich auf der Insel Ortygia befand, konnten sich die Söldner des Tyrannen halten. Dorthin kehrte der inzwischen von der Niederlage verständigte Dionysios zurück. Er begann Verhandlungen mit Dion, wobei er sich den Umstand zunutze machte, dass sich Dions Schwester, Gattin und Sohn in seiner Gewalt befanden. Eine Einigung scheiterte jedoch daran, dass die Vorstellungen der beiden Seiten zu weit auseinander lagen.

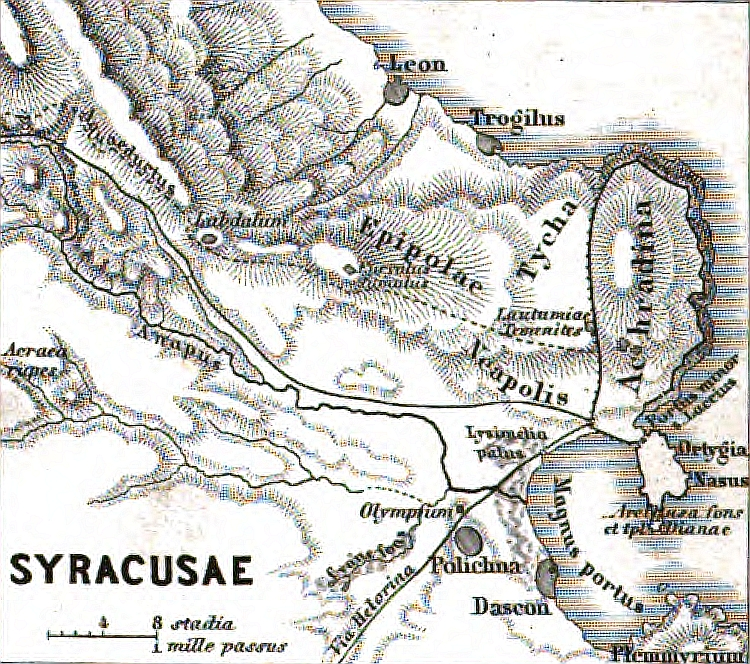
Syrakus in der Antike mit der vorgelagerten Insel Ortygia

Ein Überraschungsangriff der Söldner des Dionysios wurde in schweren Kämpfen zurückgeschlagen. Dennoch befand sich der Tyrann in einer relativ günstigen Lage; er konnte sich auf die Truppen seines fähigen Befehlshabers Philistos verlassen und seine Flotte beherrschte weitgehend das Meer. Die Kräfteverhältnisse änderten sich jedoch, als aus Griechenland eine Flotte unter Herakleides von Syrakus zur Unterstützung Dions und der Syrakuser eintraf. Herakleides übernahm als Nauarch (Flottenführer) das Kommando über die syrakusischen Seestreitkräfte. Der Tyrann wurde auch auf dem Seeweg von der Zufuhr abgeschnitten; eine Seeschlacht endete mit dem Sieg der Syrakuser und dem Tod des Philistos. Darauf begann Dionysios erneut Verhandlungen mit dem Ziel eines Friedensschlusses, um für sich freien Abzug aus Ortygia zu erreichen. Anscheinend versuchte er, einen Teil seines Machtbereichs und seiner Besitztümer außerhalb der Stadt zu retten. Sein Vorschlag scheiterte aber an der Siegesgewissheit der Syrakuser. Schließlich konnte Dionysios mit einigen Schiffen, beladen mit Schätzen, aus Ortygia entkommen, ohne dabei die Festung aufzugeben; ein Teil seiner Truppen blieb mit den gefangenen Angehörigen Dions dort.

### Äußerer Krieg und innere Machtkämpfe
Schon bald nach Dions triumphalem Einzug in Syrakus kam es in der Stadt zu Spannungen zwischen seinen Anhängern und Kreisen, die ihn verdächtigten, der Bürgerschaft nicht Freiheit zu bringen, sondern für sich selbst nach einer neuen Tyrannenherrschaft zu streben. Seine Verdienste und seine militärischen Erfolge, bei denen er sich auch durch persönliche Tapferkeit auszeichnete, konnten die grundsätzlichen Gegensätze nur zeitweilig in den Hintergrund drängen. Der vornehme, sehr reiche Dion galt als Aristokrat. Er war lange eine Stütze der Tyrannenherrschaft gewesen und war mit dem Tyrannen verschwägert. Dies machte ihn demokratisch gesinnten prinzipiellen Gegnern der Tyrannis suspekt. Man verdächtigte ihn, auch im Interesse seiner gefangenen Angehörigen eine Einigung mit Dionysios hinter dem Rücken der Bürgerschaft in Betracht zu ziehen. Auf eine solche innerfamiliäre Lösung des Konflikts zielten die Friedensvorschläge des Dionysios tatsächlich ab. Außerdem bestand der Verdacht, Dion habe die Flucht Dionysios’ II. aus Syrakus zugelassen. Tyrannenfeindliche Kreise verübelten ihm auch sehr, dass er die Zerstörung des Grabmals Dionysios’ I. nicht gestattete.
Die aus diesen Gründen Dion misstrauisch oder feindlich gegenüberstehenden Kräfte, die mit radikaldemokratischen Parolen hervortraten, fanden schließlich in dem Flottenbefehlshaber Herakleides einen Wortführer. Herakleides war schon unter Dionysios I. ein angesehener Offizier gewesen und hatte unter Dionysios II. die Reiterei befehligt. Später hatte er aber das Misstrauen des jungen Tyrannen erregt und deswegen ins Exil gehen müssen. In Griechenland war er an der Vorbereitung des Feldzugs gegen Dionysios II. maßgeblich beteiligt gewesen und hatte sich dann als Flottenführer bewährt. Als Befehlshaber der syrakusischen Flotte unterstand er Dions Oberbefehl, profilierte sich aber zunehmend als dessen Rivale. Dabei kam ihm zustatten, dass er im Gegensatz zu dem aristokratisch auftretenden Dion befähigt war, sich in der Bevölkerung anhaltende Popularität zu verschaffen. Im Sommer 356 fasste die Volksversammlung Beschlüsse, die einen entscheidenden Sieg der Parteigänger des Herakleides bedeuteten. Die Bürgerschaft entschied sich für eine Neuverteilung des Grundbesitzes und die Beendigung der Zahlungen an Dions Söldner. Außerdem wurden neue Befehlshaber gewählt, unter denen Herakleides war, nicht jedoch Dion. Darauf zog sich Dion mit seinen Söldnern in die Stadt Leontinoi zurück, deren Bürger sich dem Machtbereich von Syrakus entziehen wollten. In Leontinoi hatte Dionysios I. Söldner angesiedelt, die nun mit ihren Nachkommen dort lebten. Die Leontiner hießen den aus Syrakus vertriebenen Politiker willkommen und verliehen seinen Söldnern das Bürgerrecht.
Die Lage änderte sich dramatisch, als ein Überraschungsangriff, den Dionysios’ Feldherr Nypsios von Ortygia aus unternahm, die Syrakuser in schwere Bedrängnis brachte. Nun setzten sich Dions Parteigänger für einen Hilferuf an ihn ein. Diese Initiative ging von „Rittern“ (vornehmen Syrakusern) und den Bundesgenossen – den Kämpfern aus anderen sizilischen Städten – aus. Die Bundesgenossen stammten aus Städten, die früher zum Reich Dionysios’ I. gehört hatten und seit Dions Feldzug faktisch unabhängig waren; sie hatten von einem Sieg des Tyrannen eine erneute Unterwerfung unter die Herrschaft von Syrakus zu befürchten. Eine Delegation dieser Kräfte begab sich zu Dion, worauf er umgehend mit den Söldnern anrückte. Allerdings widersetzten sich seine Gegner in Syrakus der Rückberufung trotz der Notlage heftig. Sie besetzten die Stadttore, um ihm den Einzug zu verweigern. Erst als Nypsios einen neuen, noch verheerenderen Angriff unternahm, bei dem seine Truppen in der Stadt Massaker anrichteten und Brände legten, erlosch in der Bürgerschaft der Widerstand gegen die Rückkehr Dions. Nun konnten die Söldner einziehen. Es gelang Dion, die Streitmacht des Tyrannen, die bereits einen großen Teil der Stadt erobert und verwüstet hatte, zurückzuschlagen. Die Truppen des Nypsios zogen sich in die Festung zurück.
Die Gegner Dions waren nun geschwächt, da ihre Anführer die Krise nicht hatten militärisch meistern können. Es kam zu einer Machtteilung: Dion wurde vom Volk wieder zum Oberbefehlshaber gewählt und Herakleides erhielt das Kommando über die Flotte. Diese Einigung hatte aber nicht lange Bestand, denn die fundamentalen Konflikte um die Grundbesitzfrage und die künftige Verfassung konnten nicht entschärft werden. Dion setzte die Wiederherstellung der früheren Besitzverhältnisse durch. Inzwischen war, nachdem zu Lande und zu Wasser mancherlei Kämpfe mit wechselndem Erfolg stattgefunden hatten, die Lage der Besatzung von Ortygia unhaltbar geworden. Man einigte sich auf freien Abzug, und Dions Familie wurde freigelassen. Damit fiel ganz Syrakus in die Hand Dions.
Nun machte sich Dion energisch daran, seine politischen Vorstellungen zu verwirklichen. Schon vor dem Fall der Inselfestung hatte er einen Beschluss durchgesetzt, die künftig angeblich nicht mehr benötigte Flotte, die eine Hochburg seiner Gegner und für demokratische Parolen anfällig war, aufzulösen. Er berief ein Kollegium (synhédrion), das als gesetzgebende Versammlung eine neue Verfassung ausarbeiten sollte. Dem Synhedrion gehörten neben Syrakusern auch Bürger Korinths, der Mutterstadt von Syrakus, an. Da Korinth oligarchisch regiert wurde, musste dies den Demokraten missfallen. Um Herakleides einzubinden, ernannte ihn Dion zu einem Mitglied des verfassunggebenden Gremiums. Herakleides weigerte sich jedoch, dort mitzuarbeiten, und begann wieder gegen Dion zu agitieren. Der Umstand, dass Dion den Oberbefehl nach dem Sieg nicht niederlegte und die Festung nicht zerstören ließ, nährte den Verdacht, dass er nach der Tyrannenherrschaft strebte. Der Konflikt eskalierte erneut, und Herakleides wurde von Anhängern Dions ermordet, wenn nicht auf Dions Befehl, so doch zumindest mit dessen Billigung.

### Niedergang und Tod
Der Mord an Herakleides erregte ungeheures Aufsehen. In weiten Kreisen der Bevölkerung setzte sich die Überzeugung durch, dass Dion die Gewaltherrschaft wolle und faktisch bereits der neue Tyrann sei. Daran änderte auch der Umstand nichts, dass die gesetzgebende Versammlung ihre Tätigkeit fortsetzte und im Sinne von Dions Wünschen eine Verfassung mit vorwiegend aristokratischen Elementen ausarbeitete. Da Dions Rückhalt in der Bürgerschaft dramatisch geschwunden war, war die Aufrechterhaltung seiner Machtposition mehr denn je von der Zuverlässigkeit der Söldner und damit von deren Finanzierung abhängig. Nach dem Sieg über Dionysios wurden die Söldner aber für die äußere Sicherheit nicht mehr benötigt, und die Volksversammlung ließ sich nicht zu weiterer Besoldung der Truppe bewegen. Dion, dessen eigene Mittel erschöpft waren, versuchte mit Zwangsmaßnahmen wie der Konfiskation von Gütern seiner Gegner die benötigten Mittel aufzutreiben und musste auch seine Anhänger zu Zahlungen verpflichten. Dennoch kam es zu Rückständen bei der Soldauszahlung. Damit erregte Dion allgemeinen Unmut, und sogar bei den Söldnern, welche die Unhaltbarkeit der Lage erkannten, schwand die Loyalität.
Ein Vertrauter Dions, der Offizier Kallippos aus Athen, machte sich diese Lage zunutze und unternahm einen Staatsstreich. Seine Anhänger besetzten Schlüsselstellungen in der Stadt, drangen in Dions Haus ein und ermordeten ihn. Die Berichte über Dions Tod sind in den Einzelheiten widersprüchlich, stimmen aber darin überein, dass von den anwesenden zahlreichen Freunden und Leibwächtern niemand für ihn gekämpft hat. Möglicherweise gelang das Attentat durch Überrumpelung. Kallippos rechtfertigte sein Vorgehen als Tyrannenmord. Ein Bericht, wonach es nach der Tat zu einem Stimmungsumschwung kam und ein öffentliches Begräbnis stattfand, ist kaum glaubwürdig, zumindest stark übertrieben. Kallippos konnte sich als führender Politiker durchsetzen. Eine Tyrannenherrschaft hat er aber nicht – wie manchmal fälschlich behauptet wird – errichtet, vielmehr blieben die demokratischen Einrichtungen bestehen. Der Kampf gegen die restlichen Anhänger des Dionysios in Sizilien wurde fortgesetzt.
Dions Schwester Aristomache und seine Gattin Arete wurden nach seinem Tod ins Gefängnis geworfen, wo Arete anscheinend einen Sohn gebar. Sie hatte bereits einen Sohn, der nach seinem Großvater Hipparinos hieß. Ein Grund für die Festnahme war wohl die Befürchtung des neuen Regimes, dass Parteigänger Dions künftig dynastische Ansprüche erheben könnten. Die Frauen wurden später, nach dem Sturz des Kallippos, freigelassen und nach Griechenland geschickt, kamen aber auf der Überfahrt ums Leben. Einer legendenhaften, unglaubwürdigen Überlieferung zufolge hat Dions Sohn Hipparinos seinem Leben selbst ein Ende gesetzt.

## Rezeption

### Antike und Mittelalter
In der Antike gab es ein reichhaltiges, heute größtenteils verlorenes Schrifttum über Dion. Die Urteile der antiken Nachwelt über ihn sind zwar zwiespältig ausgefallen, doch setzte sich eine sehr positive Bewertung durch. Ausschlaggebend war dabei die Autorität Platons. Platon hielt unerschütterlich an der Überzeugung fest, dass sein Freund ein edler, vorbildlicher Philosoph gewesen sei, der aus Patriotismus gehandelt habe.
Dionfreundliche Tradition
In einem von Diogenes Laertios überlieferten berühmten Epigramm, das angeblich von Platon stammte und Dions Grabinschrift war, wird das letztliche Scheitern des ruhmreichen Siegers über die Tyrannis auf das Eingreifen übermenschlicher Mächte zurückgeführt:
δάκρυα μὲν Ἑκάβῃ τε καὶ Ἰλιάδεσσι γυναιξὶ

Μοῖραι ἐπέκλωσαν δὴ τότε γεινομέναις,

σοὶ δέ, Δίων, ῥέξαντι καλῶν ἐπινίκιον ἔργων

δαίμονες εὐρείας ἐλπίδας ἐξέχεαν.
Tränen haben Hekabe und den Trojanerinnen

die Moiren schon bei der Geburt zugesponnen.

Dir aber, Dion, vernichteten Daimonen die weitreichenden Hoffnungen,

als du durch deine edlen Taten den Siegespreis errungen hattest.
Platon richtete an die überlebenden Verwandten und Parteigänger Dions seinen siebten Brief, in dem er ausführlich seine Sicht der Vorgänge schilderte. Der Brief wird heute überwiegend als authentisch betrachtet, doch sind die Zweifel an seiner Echtheit nicht verstummt. Jedenfalls ist auch im Fall der Unechtheit davon auszugehen, dass der Verfasser ein gut informierter, allerdings parteiischer Zeitgenosse Dions war. In dem Brief wird behauptet, Dion habe seine Heimatstadt und ganz Sizilien von der Knechtschaft befreien und Syrakus mit den besten Gesetzen ausstatten wollen, um seinen Mitbürgern die größten Wohltaten zu erweisen. Demnach war es Dions Absicht, den platonischen Idealstaat soweit möglich zu verwirklichen.
In dem vierten der Platon zugeschriebenen Briefe wird Dion ermahnt, seine Ruhmsucht zu zügeln und zu bedenken, dass Selbstherrlichkeit in die Isolation führe. Der Verfasser des in der Antike als echt geltenden Briefes war wohl ein zeitgenössischer, Dion wohlgesinnter Platoniker. Aus seinem Text ist ersichtlich, dass man auch in Kreisen der Akademie, die viel Sympathie für Dion aufbrachten, seinen Mangel an Konzilianz für bedauerlich und schädlich hielt.
Aristoteles führte in seiner Politik Dion als Musterbeispiel für einen Kämpfer gegen die Tyrannis an, dem es nicht um die Erlangung von Macht oder Reichtum gehe, sondern um den Ruhm, den er mit seinem Angriff auf den Gewaltherrscher gewinnen könne. Für den Ruhm setze ein solcher Mann sein Leben aufs Spiel. Außerdem habe Dion Dionysios II. wegen dessen Trunksucht verachtet. In Zusammenhang mit Erörterungen über das Unrechttun äußerte sich Aristoteles auch beiläufig über den Mord an Dion. Die früher gängige Interpretation seiner Bemerkung, wonach er die Tat für nahezu entschuldbar hielt, beruht auf einem Missverständnis.
Aischines von Sphettos, der ein Schüler des Philosophen Sokrates war und zeitweilig in Syrakus lebte, verfasste eine Schrift zur Rechtfertigung Dions, die heute verloren ist. Die Mitglieder der platonischen Akademie, darunter Speusippos und der Offizier Timonides von Leukas, der an Dions Feldzug teilgenommen hatte und einen Bericht darüber verfasste, teilten Platons Auffassung und trugen zu ihrer Verbreitung bei.
Auch spätere Autoren zeichneten ein vorteilhaftes Bild. Die nur bis zur Rückkehr aus Leontinoi reichende Erzählung Diodors, die auf heute verlorenen Quellen fußt, vermittelt einen günstigen Eindruck von Dions Charakter. Cicero meinte, Platon komme das Verdienst zu, seinen Schüler Dion zur Befreiung von dessen Heimat ermutigt und durch philosophische Unterweisung darauf vorbereitet zu haben. Valerius Maximus teilte eine Anekdote mit, der zufolge Dion als prinzipienfester Philosoph erklärte, er wolle lieber seinen Tod riskieren als Freunde zu Unrecht verdächtigen und wie Feinde behandeln. Plutarch schilderte Dion als von edlen philosophischen Idealen durchdrungenen Helden und verglich ihn in seinen Parallelbiographien mit Brutus. Allerdings erwähnte er auch als problematischen Charakterzug des Befreiers von Syrakus Schroffheit im Umgang und unbeugsame Strenge. Er räumte ein, dass das Motiv für den Feldzug nicht grundsätzliche Tyrannenfeindschaft, sondern die persönliche Kränkung des einstigen Tyrannendieners gewesen sei. Plutarchs Darstellung fußt wohl zu einem erheblichen Teil auf der Schilderung des Timonides, der zwar Augenzeuge war, aber als überzeugter Anhänger Dions in propagandistischer Absicht schrieb. Plutarchs jüngerer Zeitgenosse Arrian verfasste ein Werk über Dion als Befreier, das nicht erhalten geblieben ist.
Gegnerische Darstellungen
Die Werke der Dion feindlich gesinnten Autoren sind verloren. Philistos, Dions Gegenspieler am Tyrannenhof, betätigte sich auch als Geschichtsschreiber. Er verfasste eine Geschichte der Regierung Dionysios’ I. und ein weiteres Werk, in dem er die Regierungszeit Dionysios’ II. bis 362 aus tyrannenfreundlicher Sicht behandelte. Vermutlich war seine Darstellung nicht nur von seiner persönlichen Auseinandersetzung mit Dion, sondern auch von grundsätzlichen politischen Meinungsverschiedenheiten geprägt. Philistos war wohl ein Wortführer karthagerfeindlicher, expansionistischer Kräfte, die hinter der Kriegspolitik Dionysios’ I. standen und in dem karthagerfreundlichen Dion einen Verräter sahen. Das Werk des Philistos wurde fortgesetzt von Athanis von Syrakus, der an Dions Feldzug teilgenommen hatte und später zu den Anführern einer dionfeindlichen Gruppierung gehörte. Seine Darstellung, von der nur wenige Fragmente erhalten sind, schilderte die Ereignisse vielleicht aus der Sicht der Anhänger des Herakleides; jedenfalls dürfte er Dion kritisch beurteilt haben. Zu den heute verlorenen dionfeindlichen Quellen gehört auch ein offizieller Brief, den Kallippos nach Athen sandte, um sein Verhalten zu rechtfertigen.
Spuren einer dionfeindlichen Tradition finden sich bei Cornelius Nepos. Nepos verfasste im 1. Jahrhundert v. Chr. eine große Biographiensammlung; im Rahmen dieser Lebensbeschreibungen berühmter Männer schilderte er auch Dions Leben. Er lobte zwar anfangs die intellektuellen und charakterlichen Qualitäten des syrakusischen Politikers, stellte dann aber dessen Vorgehen gegen Oppositionelle als hart und willkürlich dar. Nach Nepos’ Interpretation überblickte Dion die Konsequenzen seines Tuns nicht und war nach dem Mord an Herakleides von den Reaktionen in der Öffentlichkeit überrascht und über den unerwarteten Verlust seiner Popularität besorgt. Nach dieser Wende sei er in Furcht und Ratlosigkeit verfallen. Als entschiedener Gegner der Tyrannis wollte Nepos am Beispiel Dions demonstrieren, wie ein ursprünglich moralisch integrer Mensch schließlich scheitert, wenn er sich auf tyrannische Methoden der Machterhaltung einlässt.
Auch in der römischen Kaiserzeit, in der Dion überwiegend als Philosoph und Befreier seiner Heimat wahrgenommen wurde, wirkte die Sichtweise seiner Gegner noch vereinzelt nach. So meinte Athenaios, Dion sei ermordet worden, als er die Tyrannenherrschaft für sich erstrebte.
 Spätmittelalter
Im 15. Jahrhundert befasste sich der byzantinische Platoniker Georgios Gemistos Plethon in seiner Darstellung der griechischen Geschichte nach der Schlacht von Mantineia auch mit Dion, von dem er ein eindrückliches Bild im Sinne der platonischen Überlieferung zeichnete.

### Moderne

#### Altertumswissenschaft
Ein Hauptthema der modernen Forschung ist die kontrovers diskutierte Frage, ob und gegebenenfalls inwieweit Dion tatsächlich von der platonischen Staatsphilosophie geprägt war und unter deren Einfluss idealistische, mehr oder weniger utopische Ziele anstrebte. Das Spektrum der Meinungen reicht von der Ansicht, dass er ein begeisterter Platoniker war, bis zur Deutung, dass er ein ausschließlich an seiner persönlichen Macht interessierter Politiker war, der Platon und die Platoniker als Werkzeuge in den Dienst seines Ehrgeizes zu stellen wusste.
Die antike Überlieferung, die Dion als tragisch gescheiterten Idealisten darstellt, hat auch in der Moderne eine starke Wirkung entfaltet, besonders – angesichts der Autorität Platons – in philosophisch orientierten Kreisen. Zu den namhaften Vertretern dieser Richtung zählten Eduard Meyer, Ulrich von Wilamowitz-Moellendorff und Werner Jaeger. Nach Eduard Meyers 1902 veröffentlichter Darstellung schloss sich Dion „mit voller Hingebung“ an Platon an und „nahm seine ethischen und politischen Anschauungen mit Begeisterung in sich auf“; das Ideal habe er in seinem eigenen Leben umgesetzt und im Staat verwirklichen wollen. Ulrich von Wilamowitz-Moellendorff betonte 1919, zwischen Dion und Platon sei der „platonische Eros“ auf beiden Seiten „stark und heiß“ gewesen; Dion habe „die Tyrannis in ein legitimes, verfassungsmäßiges Königtum verwandeln“ wollen; „Herrscher sollte das Gesetz werden“, Platon und Dion hätten gemeinsam die künftige Verfassung von Syrakus geplant. Letztlich sei Dion an seiner mangelnden Entschlossenheit gescheitert: „[…] zum rechten Herrscher war er zu sehr Philosoph.“ Sehr dezidiert trat Renata von Scheliha in ihrer Dion-Monographie von 1934 für das traditionelle Bild vom heldenhaften Idealisten Dion ein. Für Werner Jaeger, der sich 1947 äußerte, stand Dions absolute Zuverlässigkeit und Reinheit des Charakters außer Zweifel; er meinte, Platons Menschenkenntnis könne sich über den Freund nicht völlig getäuscht haben. Weitere Altertumswissenschaftler, die in Dion einen aus philosophischer Überzeugung handelnden Idealisten sahen, waren unter anderem Hermann Breitenbach (1960), Kurt von Fritz (1968) und Wolfgang Orth (1979). In neuerer Zeit hat diese Sichtweise trotz verbreiteter Kritik auch weiterhin grundsätzliche Zustimmung gefunden, wenngleich sie nicht mehr mit solcher Gewissheit vorgetragen wird wie in der älteren Forschung. So schreibt Karl-Wilhelm Welwei, Dion habe sich für die politischen und philosophischen Thesen Platons begeistert und auf dieser Basis politische Reformen angestrebt; seine Gegner könne man „nur mit großem Vorbehalt“ als Demokraten bezeichnen. Allerdings bilanziert Welwei: „Als Person bleibt Dion ein Rätsel, und seine letzten Ziele sind nicht zu erkennen.“ Zu letzterem Ergebnis gelangt auch Henry D. Westlake.
Die Vertreter der gegenteiligen Interpretation sehen in Dion einen reinen Opportunisten. Schon 1897 urteilte Karl Julius Beloch, Dion habe eine Tyrannis nach dem Vorbild Dionysios’ I. errichten wollen, „freilich ohne die nötige Konsequenz“. Er habe Platon nur „zum Werkzeug einer politischen Intrigue bestimmt“ und „niemals an die Realisierbarkeit der politischen Träume Platons geglaubt“; Platon habe ihn nicht durchschaut. Dass Platon sich täuschen ließ, glaubte auch Fritz Taeger, der sich 1942 dazu äußerte. Hermann Bengtson gelangte 1950 ebenfalls zu einer negativen Gesamteinschätzung; er schrieb, Dion sei „weder ein Staatsmann noch ein Charakter“ gewesen und habe den Weg zur Tyrannis beschritten. Auch Jürgen Sprute kam 1972 zum Ergebnis, Dion habe „Platons schwieriges Vorhaben nicht um der Sache willen unterstützt, sondern sich so verhalten, wie es für ihn persönlich am günstigsten zu sein schien“. Platon sei aufgrund der Freundschaft nicht in der Lage gewesen, dies zu erkennen. Ein weiterer Vertreter dieser Auffassung war Kai Trampedach. Er urteilte in seiner 1994 erschienenen Untersuchung, Dion habe nicht nach der Verwirklichung eines Ideals, sondern nach Ruhm und Macht gestrebt. Michael Zahrnt äußerte 1997 die Meinung, es sei nur um persönliche Machtkämpfe gegangen, nicht um gegensätzliche Verfassungsvorstellungen; das Volk habe keine Rolle gespielt und der Ruf nach Demokratie sei nur Propaganda gewesen. Lionel Sanders vertrat 2008 die Ansicht, die teilweise hypothetisch rekonstruierbaren Ausführungen der dionfeindlichen Geschichtsschreiber seien glaubwürdiger als die überlieferten Schilderungen von Bewunderern Dions. Dies gelte sowohl für die tyrannenfreundliche als auch für die ihr entgegengesetzte demokratische Richtung der Gegner und Kritiker Dions.
Karl Friedrich Stroheker sprach 1958 beiden Ansätzen eine gewisse Berechtigung zu; er ging von einer Mischung idealistischer Motive und persönlicher Interessen aus. Auch Helmut Berve nahm in seiner 1957 erschienenen gründlichen Untersuchung eine Verbindung idealistischer und persönlicher Motive an, wobei aber die idealistische Zielsetzung im Sinne Platons der maßgebliche Aspekt gewesen sei.
Auch Forscher, die Dions Charakter und seine Ziele eher ungünstig beurteilen, unterstellen ihm nicht die Absicht, selbst Tyrann zu werden, denn er hat wiederholt gute Gelegenheiten zu einem solchen Schritt nicht genutzt. Marta Sordi meint, er habe für sich eine außerordentliche, hinsichtlich der Befugnisse tyrannenähnliche Machtstellung angestrebt, die aber nicht auf nackter Gewalt beruhen sollte, sondern auf einem Konsens mit den Regierten. Sein Ziel sei eine von philosophischen Grundsätzen geprägte „aufgeklärte Tyrannis“ gewesen. Nach Helmut Berves Interpretation geriet Dion in eine Lage, in der er zu tyrannischen Maßnahmen Zuflucht nehmen musste, und wurde so zum „Tyrannen wider Willen“.
Einigkeit besteht unter den Historikern darüber, dass die Ermordung des Herakleides – unabhängig von der Frage ihrer moralischen oder philosophischen Bewertung – ein verhängnisvoller Fehler war, der wesentlich zum Untergang Dions beitrug. Wirklichkeitsfremd war Dions Entscheidung, die syrakusische Flotte aufzulösen. Dieser rein innenpolitisch motivierte Schritt stand in Einklang mit Platons prinzipiellem, innenpolitisch begründetem Misstrauen gegen das See- und Flottenwesen. Für eine Hafenstadt und Seemacht wie Syrakus war das aber keine realistische Option.
Lukas de Blois billigte Dion echten Reformwillen im Sinne einer platonischen Staatskonzeption zu. Die Ursache des Scheiterns sah de Blois vor allem in ökonomischen Faktoren. Er wies 1978 darauf hin, dass die Weigerung, einer Neuverteilung des Grundbesitzes – dem Hauptanliegen des Volkes – zuzustimmen, Dion der breiten Masse entfremdete und die Zwangsmaßnahmen zur Finanzierung der Söldnertruppe ihn die Unterstützung der Oberschicht kosteten, während Rückstände bei der Soldzahlung die Söldner demotivierten. So sei er schließlich ohne Rückhalt geblieben. Der Unterhalt ausreichender Söldnertruppen während eines so langen Zeitraums äußerer und innerer Auseinandersetzungen sei nicht finanzierbar gewesen.

#### Belletristik und Essayistik
William Wordsworth veröffentlichte 1820 sein 1817 verfasstes Gedicht Dion. in dem er einerseits Dions Feldzug auf der Basis von Plutarchs Schilderung verherrlichte, andererseits aber unethisches Verhalten des Politikers als Ursache seines Untergangs darstellte. Daher schließt das Gedicht mit der Bilanz, dass nur ein Vorhaben, das sowohl hinsichtlich der Ziele als auch hinsichtlich der Mittel einwandfrei sei, sich als segensreich erweise:
Him alone pleasure leads, and peace attends,

Him, only him, the shield of Jove defends,

Whose means are fair and spotless as his ends.
Ludwig Marcuse schrieb den Essay Plato and Dionysius. A Double Biography, der 1947 erschien. Darin stellt er Dion als Tyrannendiener dar „aus der Rasse jener reinen Toren, mit denen die Dionyse gerne zusammenarbeiten“. Der „edle, unliebenswürdige und beschränkte Dion“ sei seiner Beschränktheit zum Opfer gefallen. Diese bezeichnete Marcuse als „eine Unmoral, die verheerender ist als jene Bosheit, welche allein die Moralisten kennen“.
Mary Renault publizierte 1966 den Roman The Mask of Apollo, in dem sie Dions Scheitern thematisierte. In diesem Werk erscheint Dion als Idealist, Philosoph und Patriot, der an den Verhältnissen scheiterte, die ihm ein konsequentes Festhalten an seinen Idealen nicht gestatteten.